# 月球1号
月球1号，亦稱夢（Мечта）、E-1 4號和第一宇宙船，是苏联、也是人类发射成功的第一个星际探测器。它是一系列以“月球号”命名的探测器中的第一个成员。它是第一个接近月球的航天器，也是第一个围绕太阳公转的航天器。但是，月球1号原本卻是一個月球撞擊器，即其任務為撞向月球，但最終在6000多公里的上空掠過月球，並成為第一個脫離地球引力的航天器。

## 構造
月球1号擁有一組無線電設備，其中包括一個跟踪發射器和遙測系統，以及五個用來研究月球和星際空間的儀器，包括一個磁强计、盖革计数器、閃爍計數器和微隕石探測器。
发射月球1号所使用的火箭被称为月球号运载火箭。这实际上是卫星号运载火箭的一种改进型。

## 發射
月球1号是於1959年1月2日 16:41 GMT（當地時間 22:41 UTC+6）在拜科努尔加加林启航处由月球號運載火箭8K72運載升空。但是地面控制系統的故障導致火箭的點燃時間出現誤差，因此月球1号只能於1959年1月4日在月球上空5,995公里處掠過。月球1号在掠過月球表面後，随即离开地球轨道。这使它成为人类发射成功的第一个摆脱地球引力场的航天器。因此，蘇聯的科學家們便將之更名為「夢」，全因他們沒想過航天器能夠擺脫地球引力之餘，還能夠成為人造行星。現在，月球1号仍然環繞著太陽公轉，其軌道位於地球軌道與火星軌道之間，且截至2012年已環繞太陽43次。

## 任務
在月球1号发射之前，苏联航天机构已经進行了三次向月球派遣航天器的尝试，它們分別是月球1A號、月球1B號和月球1C號，但是全部以火箭升空期間爆炸告終。在第一颗人造卫星发射成功不到一年之后就进而做这种难度更高的航天活动，这一方面是因为赫鲁晓夫基于与美国打宣传战的目的而鼓励这种太空竞赛，一方面也是由于苏联太空计划的总负责人科罗廖夫对自己开发的火箭的能力具有充分的信心。

### 月球撞擊
月球1号原本被設計成撞向月球的航天器，並且計劃將運載著兩面蘇聯國徽金屬錦旗運往月球。但是，因為火箭的點燃時間出現誤差，因此月球1号在月球上空約6,000公里掠過，任務以失敗告終。這個任務最終由月球2号完成。
儘管如此，月球1号的失敗卻成為了人類航天的一大突破。月球1号先後成為了人類首个接近月球的航天器、首個脫離地球引力的航天器和首个围绕太阳公转的航天器。月球1号亦同時完成了很多額外的任務。

### 太陽風測量
在經過范艾伦辐射带時，月球1号的閃爍器讓科學家發現外辐射带存在少量的高能粒子。這一發現向科學家們提供了關於地球辐射带和外层空间的新資訊。同時，月球1号也讓科學家們發現月球其實沒有磁場。科學家們亦透過月球1号首次對太陽風進行直接的觀察和測量。當時，月球1号分別在離地表2萬–2.5萬公里高空和10萬–15萬公里高空測量等离子体的密度，並得出兩者的密度分別是每立方厘米700粒和每立方厘米300–400粒。而這也是人類首次與距離五十萬公里的航天器進行無線電通信。

### 鈉釋放實驗
月球1号曾進行了一個在太空釋放氣體鈉的實驗，目的是研究氣體在太空中的特性。於1959年1月3日 00:56:20 UTC，月球1号在地球上空119,500（74,300英里）釋放了1（2.2磅）氣體鈉，並令到月球1号成為一個人造彗星。這個拖著橙色尾巴的人造彗星能在釋放氣體後數分鐘在印度洋上空可見，且羅斯卓波維·格涅維舍夫亦成功在基斯洛沃茨克附近的俄羅斯科學院主天文台拍攝人造彗星。

### 最终命运
月球1号的最终命运是成为了第一个人造行星，它围绕太阳公转，周期为450天。

## 延伸阅读
- Darling, David. . John Wiley and Sons. 2003. ISBN 978-0-471-05649-2.
- Harvey, Brian. . Springer. 2007a. ISBN 978-0-387-46343-8.
- Harvey, Brian. . Chichester, UK: Springer. 2007b  [2024-11-09]. ISBN 978-0-387-21896-0. LCCN 2006935327. （原始内容存档于2024-11-11）.
- Siddiqi, Asif A.  (PDF). The NASA history series second. Washington, D.C.: NASA History Program Office. 2018  [2024-11-09]. ISBN 978-1-62683-042-4. LCCN 2017059404. SP2018-4041. （原始内容存档 (PDF)于2021-03-31）.